# Lugnez
Lugnez es una comuna suiza del cantón del Jura, situada en el distrito de Porrentruy. Limita al norte con las comunas de Réchésy (FRA-90) y Courcelles (FRA-90), al este con Beurnevésin, al sur con Damphreux, y al oeste con Basse-Allaine.

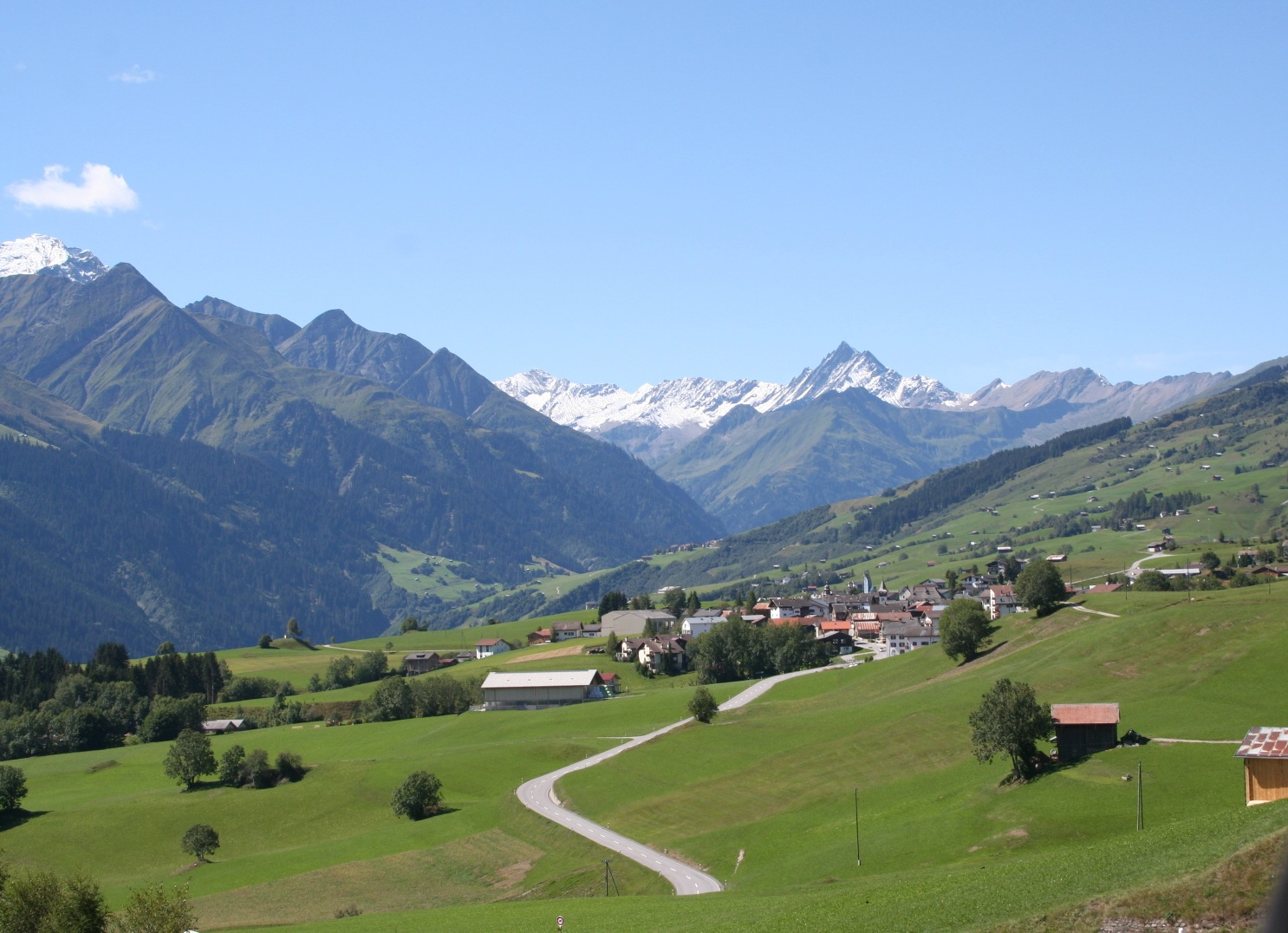
Vista de Lugnez.